# Quod Libet
Quod Libet est un lecteur audio GTK+ (FOSS) libre et à code source ouvert, écrit en Python. Son objectif principal est de permettre à ses utilisateurs d'organiser leur collection musicale selon leurs convenances.
Au niveau des fonctionnalités, Quod Libet permet de créer des listes de lecture à partir de recherche (notamment à l'aide d'expressions rationnelles). Il inclut aussi un éditeur de balises (Ex Falso, disponible séparément) qui modifie les méta-données par groupes de fichiers.
Contrairement à la plupart de ses concurrents, Quod Libet permet de « multi-taguer » un morceau et ainsi de rattacher un morceau à plusieurs genres différents (par exemple une chanson lente comme Home Sweet Home du groupe Mötley Crüe peut être catégorisée dans les genres balade et hard rock).
Quod Libet utilise GStreamer pour gérer la lecture de musique. Le support des formats audio dépend des modules qui ont été installés bien que le MP3 et le OGG soient supportés par défaut.
Quod Libet est disponible sur la plupart des distributions Linux, macOS même macOS Sonoma sur 
Apple Silicon et Windows, ne nécessitant que PyGObject, Python, et un périphérique audio compatible Open Sound System (OSS), ALSA ou JACK. L'image ISO du bureau XFCE fournie par le projet Debian installe Quod Libet comme lecteur audio par défaut.
Quod Libet peut être amélioré en programmant des extensions en Python. Certaines extensions sont disponibles sur le site de Quod Libet, elles peuvent entre autres développer les possibilités de modifications des balises, copier les chansons sur un lecteur audio numérique et afficher à l'écran les pistes qui sont jouées.
Le nom du logiciel fait référence au Quodlibet, composition musicale combinant différentes mélodies en contrepoint.

## Caractéristiques

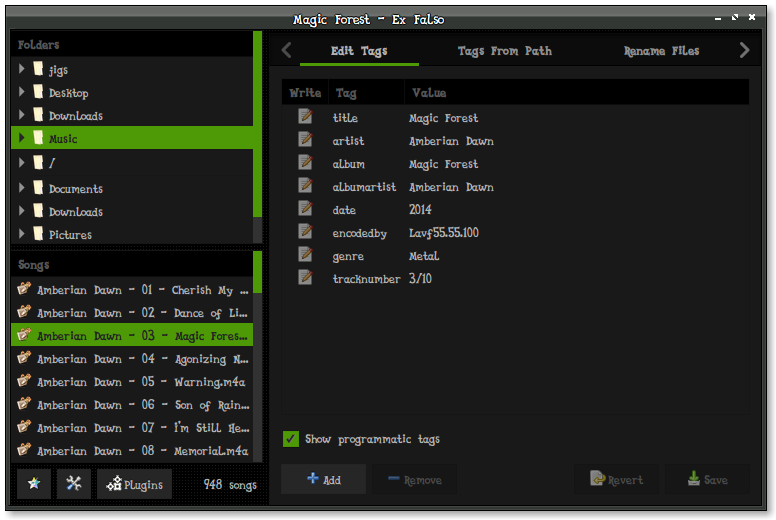
L'interface de l'éditeur de balises, utilisée à la fois par Quod Libet et Ex Falso, permet de modifier n'importe quelle balise et de renommer ou déplacer n'importe quel fichier

### Lecture audio
- Peut traiter avec différents back-ends audio via l'architecture en plug-in de GStreamer.
- Supporte w:en:ReplayGain avec une sélection intelligente basée sur une seule piste ou un album complet, en fonction de l'affichage actuel et de l'ordre de lecture.
- Mode de lecture aléatoire "réel" : toute la liste de lecture est lue avant d'être répétée.
- Lecture aléatoire pondérée par les notations
- File d'attente de lecture configurable

### Bibliothèque audio
- Support des flux audio / Podcast * Support des SoundCloud authentifiés
- Prise en charge de SoundCloud authentifié
- Peut sauvegarder les comptes de lecture
- Peut télécharger et sauvegarder les paroles
- Actualisation rapide de l'ensemble de la bibliothèque en fonction des fichiers modifiés
- Prise en charge de la radio Internet / SHOUTcast.
- Classement des chansons configurable

### Interface utilisateur
- Interface configurable en fonction des préférences de l'utilisateur ; le balisage Pango est utilisé pour que l'utilisateur puisse afficher les balises de la manière qu'il souhaite dans le lecteur.
- Lancement de "navigateurs" supplémentaires pour conserver des vues différentes ou multiples de la bibliothèque
- Prise en charge du glisser-déposer dans l'ensemble de l'interface.
- Icône de la barre d'état avec contrôle complet du lecteur
- Reconnaissance automatique et affichage des tags à partir de nombreux tags peu communs
- Fonction d'agrégation personnalisable entre les albums ou les listes de lecture (min, max, moyenne, somme, moyenne bayésienne).

- Plusieurs façons de parcourir la bibliothèque :
  - Recherche progressive - la bibliothèque est filtrée au fur et à mesure de la saisie de la recherche.
  - Les requêtes prennent en charge la logique booléenne, les expressions numériques / basées sur la date, les expressions régulières et les balises "synthétiques", qui sont dérivées en interne (par exemple, le nombre de lectures, l'évaluation, l'inclusion dans une liste de lecture).
  - Listes de lecture avec intégration dans le lecteur
  - Navigateur à volets, utilisant des balises entièrement personnalisables (par exemple, genre, date, artiste de l'album...), permettant à l'utilisateur d'explorer sa bibliothèque comme il le souhaite.

Affichage par liste d'albums avec pochette
- - Affichage par répertoire du système de fichiers, avec pochette.

- - Affichage par répertoire du système de fichiers, qui inclut les chansons qui ne se trouvent pas dans votre bibliothèque

### Audiothèque
- Prise en charge des flux audio / Podcast
- Prise en charge de SoundCloud authentifié
- Peut sauvegarder les comptes de lecture
- Peut télécharger et sauvegarder les paroles
- Actualisation rapide de l'ensemble de la bibliothèque en fonction des fichiers modifiés
- Prise en charge de la radio par Internet / SHOUTcast.
- Classement des moreceaux configurable

### Formats
Lit : MP3, Ogg Vorbis, Opus, FLAC, ALAC, Musepack, MOD/XM/IT, WMA, Wavpack, MPEG-4 AAC